# Marszałek (szczyt)
Marszałek (827 m) – niewybitny szczyt w Paśmie Lubania w Gorcach. Znajduje się w południowo-wschodnim grzbiecie Lubania opadającym do Krościenka. W północno-wschodnim kierunku odchodzi od niego krótki boczny grzbiet zakończony wzniesieniem Matusek (625 m), będącym najdalej na wschód wysuniętym wzniesieniem Gorców. Grzbiet ten opływany jest przez trzy potoki uchodzące do Dunajca (Łąkcicki, Jaworowiec i Malinowy Potok). Z północno-zachodnich stoków Marszałka spływają źródłowe cieki potoku Kotelnica.
Stoki Marszałka są częściowo porośnięte lasem, ale na południowym stoku jest duża polana Klocówki. Roztacza się z niej widok na Pieniny, Przełom Tylmanowski i Pasmo Radziejowej ze szczytami Błyszcz i Dzwonkówka. Dawniej na Marszałku stała wysoka drewniana wieża triangulacyjna, przez mieszkańców zwana „patrią” lub „patryją” (od słowa „patrzeć”). Dotrwała do lat 70. XX wieku. Obecnie przez polanę poniżej szczytu przebiega szpecąca krajobraz linia energetyczna. Ubolewał nad nią Władysław Krygowski w 1973 r.
Powyżej Marszałka jeszcze w 80. latach XX wieku na niewielkiej Starej Polanie stał niewielki drewniany domek i drewniana szopa na siano, a przy niej rosła lipa i jawor. W domku przez lato mieszkała „babka Młynarczykowa”. Wyposażenie domku stanowił piec, łóżko i stolik, a jego ściany obwieszone były świętymi obrazkami, bukietami ziół i wianuszkami suszonych grzybów. Czasem przed deszczem chronili się w nim turyści.
Stoki Marszałka należą do trzech miejscowości: Tylmanowa, Krościenko nad Dunajcemi i Grywałd w województwie małopolskim, w powiecie nowotarskim.

## Szlak turystyczny
Przez wierzchołek przebiega znakowany czerwono Główny Szlak Beskidzki.
 Główny Szlak Beskidzki, odcinek: Krościenko nad Dunajcem – Kopia Góra – Marszałek – Kotelnica – Brożek – Czerteż Grywałdzki – Bukowina – Jaworzyna Ligasowska – Wierch Lubania – Lubań. Odległość 9,5 km, suma podejść 820 m, suma zejść 50 m, czas przejścia: 3 godz. 45 min, z powrotem 2 godz. 30 min.
- Czas przejścia z Krościenka na szczyt Marszałka: 1.20 h, ↓ 50 min
- Czas przejścia z Marszałka na Lubań: 1.50 h, ↓ 1:20 h.